# ブライソン・ストット
ブライソン・ジェレミー・ストット（Bryson Jeremy Stott, 1997年10月6日 - ）は、アメリカ合衆国ネバダ州ラスベガス出身のプロ野球選手（遊撃手）。右投左打。MLBのフィラデルフィア・フィリーズ所属。

## 経歴

### プロ入りとフィリーズ時代
ネバダ大学ラスベガス校時代の2018年にはアメリカ合衆国大学代表入りし、第42回日米大学野球選手権大会にも参加した。
2019年のMLBドラフト1巡目（全体14位）でフィラデルフィア・フィリーズから指名され、6月27日に契約金390万ドルで入団した。契約後、傘下のルーキー級ガルフ・コーストリーグ・フィリーズでプロデビュー。A-級ウィリアムズポート・クロスカッターズでもプレーし、2球団合計で48試合に出場して打率.295、6本塁打、27打点、5盗塁を記録した。
2020年は新型コロナウイルスの感染拡大の影響でマイナーリーグが開催されなかったため、公式戦の出場はなかった。
2021年はA+級レイクウッド・ブルークロウズ、AA級レディング・ファイティン・フィルズ、AAA級リーハイバレー・アイアンピッグスの3球団合計で112試合に出場して、打率.299、16本塁打、49打点、10盗塁という成績を残した。また6月にはオールスター・フューチャーズゲームの出場メンバーに選出された。
2022年4月7日にメジャー契約を結んでアクティブ・ロースター入りし、4月8日のオークランド・アスレチックス戦でメジャー初出場を果たした。
2023年はジーン・セグラの退団とトレイ・ターナーの獲得に伴って、正二塁手を務めた。シーズン中に二塁以外の守備は行わなかった。

## 選手としての特徴
走攻守にそつなくまとまっており、ブランドン・クロフォードと比較する声が多い。パワーの伸びしろには疑問符も、球団スカウトは野球IQの高さを称賛している。

## 詳細情報

### 年度別打撃成績
| 年 度    | 球 団    | 試 合 | 打 席 | 打 数 | 得 点 | 安 打 | 二 塁 打 | 三 塁 打 | 本 塁 打 | 塁 打 | 打 点 | 盗 塁 | 盗 塁 死 | 犠 打 | 犠 飛 | 四 球 | 敬 遠 | 死 球 | 三 振 | 併 殺 打 | 打 率 | 出 塁 率 | 長 打 率 | O P S |
| -------- | -------- | ----- | ----- | ----- | ----- | ----- | -------- | -------- | -------- | ----- | ----- | ----- | -------- | ----- | ----- | ----- | ----- | ----- | ----- | -------- | ----- | -------- | -------- | ----- |
| 2022     | PHI      | 127   | 466   | 427   | 58    | 100   | 19       | 2        | 10       | 153   | 49    | 12    | 4        | 1     | 1     | 36    | 0     | 1     | 89    | 3        | .234  | .295     | .358     | .653  |
| 2023     | PHI      | 151   | 640   | 585   | 78    | 164   | 32       | 2        | 15       | 245   | 62    | 31    | 3        | 1     | 8     | 39    | 1     | 7     | 100   | 10       | .280  | .329     | .419     | .748  |
| MLB：2年 | MLB：2年 | 278   | 1106  | 1012  | 136   | 264   | 51       | 4        | 25       | 398   | 111   | 43    | 7        | 2     | 9     | 75    | 1     | 8     | 189   | 13       | .261  | .314     | .393     | .707  |

- 2023年度シーズン終了時

### 年度別守備成績
| 年 度 | 球 団 | 二塁（2B） | 二塁（2B） | 二塁（2B） | 二塁（2B） | 二塁（2B） | 二塁（2B） | 三塁（3B） | 三塁（3B） | 三塁（3B） | 三塁（3B） | 三塁（3B） | 三塁（3B） | 遊撃（SS） | 遊撃（SS） | 遊撃（SS） | 遊撃（SS） | 遊撃（SS） | 遊撃（SS） |
| 年 度 | 球 団 | 試 合      | 刺 殺      | 補 殺      | 失 策      | 併 殺      | 守 備 率   | 試 合      | 刺 殺      | 補 殺      | 失 策      | 併 殺      | 守 備 率   | 試 合      | 刺 殺      | 補 殺      | 失 策      | 併 殺      | 守 備 率   |
| ----- | ----- | ---------- | ---------- | ---------- | ---------- | ---------- | ---------- | ---------- | ---------- | ---------- | ---------- | ---------- | ---------- | ---------- | ---------- | ---------- | ---------- | ---------- | ---------- |
| 2022  | PHI   | 47         | 63         | 106        | 0          | 26         | 1.000      | 2          | 1          | 5          | 1          | 0          | .857       | 83         | 95         | 183        | 7          | 35         | .975       |
| 2023  | PHI   | 149        | 235        | 362        | 5          | 72         | .992       | -          | -          | -          | -          | -          | -          | -          | -          | -          | -          | -          | -          |
| MLB   | MLB   | 196        | 298        | 468        | 5          | 98         | .994       | 2          | 1          | 5          | 1          | 0          | .857       | 83         | 95         | 183        | 7          | 35         | .975       |

- 2023年度シーズン終了時
- 各年度の太字はリーグ最高

### 代表歴
- 第42回日米大学野球選手権大会 アメリカ合衆国代表（2018年）

### 背番号
- 5（2022年 - ）